# Furacão Janet
O Furacão Janet foi o furacão o mais potente da temporada de furacões no Atlântico de 1955 e oficialmente um dos mais fortes furacões do Atlântico. Janet foi também a primeira tempestade nomeada para ter 1000 mortes e a primeira tempestade de categoria 5 nomeada a ter o seu nome retirado da lista. A décima primeira tempestade tropical, nono furacão, e quarto furacão importante do ano, Em 21 de setembro, Janet formou-se de um onda tropical a leste das Pequenas Antilhas. Moveu-se para o oeste através do Mar do Caribe, Janet flutuou em intensidade, mas geralmente fortaleceu-se  antes de conseguir a sua intensidade máxima como furacão de categoria com ventos de 282 km/h (175 mph). O intenso furacão mais tarde em 28 de setembro atingiu terra (landfall) naquela intensidade perto Chetumal, México. Após debilitar-se sobre o Península de Iucatã,  moveu para a Baía de Campeche, onde se fortaleceu ligeiramente antes de fazer o desembarque (landfall) final próximo de Veracruz em 29 de setembro. Janet depois debilitou-se rapidamente por cima do terreno montanhoso do México antes de dissipar em 30 de setembro.
Nas suas etapas do desenvolvimento, Janet causou $7.8 milhões em prejuízos às Antillas Menores e 189 mortes nas Ilhas Granadinas e Barbados. Enquanto Janet estava no Mar das Caraíbas central, um avião de reconhecimento voou para a tempestade e foi perdido, e pensava-se que todos os onze membros de tripulação foram mortos. Isto fica a única perda que ocorreu em associação com um furacão Atlântico. Uma chegada a terra de categoria 5 na Península Iucatã, Janet causou devastação severa em áreas de Quintana Roo e nas Honduras Britânicas. Só cinco edifícios em Chetumal, México ficaram intactos após a tempestade, e umas 500 mortes estimadas ocorreram no estado mexicano de Quintana Roo. Na segunda chegada a terra de Janet próximo de Veracruz, inundações significativas ocorreram, piorando os efeitos causados pelos furacões Gladys e Hilda que ocorreram no princípio do mês. As inundações deixaram milhares de pessoas isoladas e mataram pelo menos 326 pessoas na área de Tampico, dirigindo à maior operação de alívio mexicana executada pelos Estados Unidos.
A chegada de Janet a terra na península de Iucatã como furacão de categoria 5 era o primeiro caso registado em que uma tempestade de tal intensidade no Atlântico fez landfall na porção continental; anteriormente a Janet, chegadas a terra de intensidade de categoria 5 era só conhecido por ter tido lugar em ilhas. a mínima pressão atmosférica de Janet registada em Chetumal, era na época a segunda pressão mais baixa registada em cima aterra associada com um ciclone tropical no Atlântico, por trás do furacão do Dia do Trabalho de 1935. Pelo menos 1.023 mortes estiveram atribuídas ao furacão Janet, bem como $65.8 milhões em danos.
A chegada a terra firme de Janet como um furacão de categoria 5 na península de Iucatã foi o primeiro exemplo registado de que uma tempestade de tanta intensidade no Atlântico atingiu a terra firme em um continente continental; Antes de Janet, sabia-se que as quedas de intensidade da categoria 5 ocorriam apenas nas ilhas. A pressão barométrica mínima de Janet, registada em Chetumal, era na época a segunda menor pressão registada em terra associada a um ciclone tropical no Atlântico, atrás do furacão do Dia do Trabalho de 1935. Pelo menos 1.023 mortes foram atribuídas ao furacão Janet, além de US $ 65,8 milhões em danos.

## História meteorológica
Em 21 de setembro um distúrbio tropical fraco foi relatado pela primeira vez pelas companhias aéreas Air France e Iberia a leste das Pequenas Antilhas. Embora tenha sido especulado que o distúrbio se originou de uma onda tropical perto de Cabo Verde, o Bureau de Meteorologia considerou o sistema fraco demais para ser detectado devido à falta de relatórios das ilhas. Às 18:00 UTC de 21 de setembro, enquanto estava localizado a 560 km (350 mi) a leste-sudeste da Martinica, a perturbação tornou-se suficientemente organizada para que o Bureau de Meteorologia a classificasse como Tempestade Tropical Janet, a décima tempestade da temporada.  Após a classificação, Janet rapidamente intensificou-se ao se mover para o oeste. Em 22 de setembro, Janet alcançou a força do furacão e começou a intensificar-se rapidamente, enquanto se movia para o oeste através das Ilhas Barlavento.  Às 12:00 UTC daquele dia, Janet já atingia a força de furacões da categoria 3 com ventos máximos sustentados de 190 km/h (120 mph), antes de parar em intensificação.
Logo após 1700 UTC de 22 de setembro, o olho de Janet passou o sul de Barbados como um furacão de categoria 1. Um voo de reconhecimento para o furacão descobriu que o olho do furacão Janet media apenas 32 km (20 mi) de diâmetro, com ventos de força de vendaval que se estendem por 190 km (120 mi) do centro de circulação. O voo também relatou uma pressão barométrica mínima de 979 mbar (28.9 inHg). Depois de passar entre as ilhas de Granada e Carriacou, na manhã de 23 de setembro, Janet entrou em uma área de condições desfavoráveis no leste do mar do Caribe.  Como resultado, o furacão ficou desorganizado, com os ventos diminuindo para 140 km/h (90 mph) às 12:00 UTC em 23 de setembro.  Um avião de reconhecimento da Marinha dos EUA entrou no furacão no início de 24 de setembro, relatando uma falta de organização e notando um centro de circulação indiscernível com bandas de chuva fracas.  No entanto, o furacão começou a se reintensificar em condições favoráveis, recuperando a força do furacão em 1200 UTC em 24 de setembro e, posteriormente, a intensidade do furacão da categoria 4 no dia seguinte.

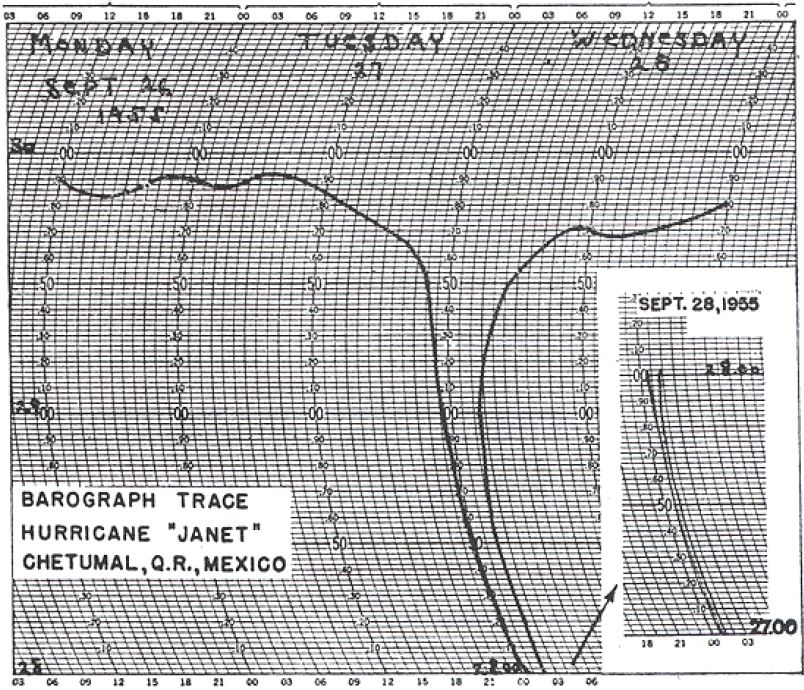
Gráfico das leituras do barômetro em Chetumal

Enquanto passava pelo Mar do Caribe central, Janet era apenas um pouco maior do que enquanto passava pelas Ilhas Barlavento, com ventos de força de vendaval que se estendiam por 201 km (125 mi) do centro até 25 de setembro. Permanecendo um furacão de Categoria 4, enquanto se deslocava erraticamente para o oeste através do Caribe, uma missão de voo de reconhecimento durante a noite de 25 a 26 de setembro indicou fortes bandas de chuva com frequentes raios e um olho bem definido, evidência de que a tempestade estava novamente se intensificando rapidamente. Ao se aproximar da península de Iucatã em 26 de setembro, Janet começou a acelerar em velocidade de avanço.  Depois que o voo de reconhecimento Snowcloud Five foi perdido ao penetrar no olho do furacão, outro voo no início de 27 de setembro relatou uma pressão mínima de 938 mbar (27.7 inHg), com ventos superiores a 185 km/h (115 mph) "por uma quantidade grande e incalculável."  Estima-se que o furacão tenha se intensificado para a intensidade do furacão Categoria 5 - a classificação mais alta na escala de furacões moderna de Saffir-Simpson - às 1200 UTC de 27 de setembro, enquanto no mar do Caribe ocidental. Janet continuou a se intensificar posteriormente, atingindo seu pico de intensidade com ventos máximos sustentados de 282 km/h (175 mph), com ventos de força de vendaval expandidos para pelo menos 400 km (250 mi) do centro do furacão.  Janet manteve o pico de intensidade ao passar pelas ilhas Swan antes de chegar ao extremo sul de Quintana Roo, no México, a leste de Chetumal, no México. Na cidade, um barômetro indicava uma pressão barométrica mínima de 914 mbar (27.0 inHg) nos olhos de Janet.  Na época, essa foi a segunda menor pressão já registada em terra em um furacão no Atlântico, atrás do furacão do Dia do Trabalho de 1935,  embora Janet tenha sido superada pelos furacões Dean e Gilbert, que também atingiram a Península de Iucatã como furacões da categoria 5.
Uma vez em terra, Janet enfraqueceu-se consideravelmente para um furacão de categoria 2 com ventos de 169 km/h (105 mph). Depois de atravessar a península de Iucatã com uma velocidade de avanço de 34 km/h (21 mph), o furacão emergiu na Baía de Campeche às 16:00 UTC em 28 de setembro. O furacão enfraquecido intensificou-se marginalmente ao cruzar a baía de Campeche para um pico de intensidade secundária de 180 km/h (110 mph) com pressão central mínima de 950 mbar (28 inHg). Janet finalmente chegou ao seu destino final 80 km (50 mi) ao norte da cidade de Veracruz às 2200 UTC de 29 de setembro como um furacão de categoria 2. Depois de se mudar para o interior, o furacão tornou-se rapidamente desorganizado devido ao terreno montanhoso do México e, como resultado, a Agência de Meteorologia emitiu o seu último aviso sobre Janet.  O sistema de enfraquecimento degenerou em força das tempestades tropicais em 30 de setembro e depois se dissipou no centro do México às 6h00 UTC daquele dia. A circulação remanescente de Janet contribuiu para o desenvolvimento de uma área perturbada do clima na costa oeste do México que subsequentemente se tornaria uma tempestade tropical em 1 de outubro.

## Preparações

### Ilhas caribenhas
Após a formação de Janet, a leste das Ilhas Barlavento, o escritório do Weather Bureau em San Juan, Porto Rico, aconselhou que pequenas embarcações permanecessem no porto e embarcações no caminho da tempestade em desenvolvimento a ter cautela. Depois que um voo de reconhecimento relatou ventos muito mais fortes do que o inicialmente sugerido, foram emitidos avisos de furacão às 16:00 UTC de 22 de setembro para toda a região das Pequenas Antilhas, de Santa Lúcia a Granada, incluindo Barbados. Foram emitidos avisos de tempestade para todas as ilhas nas Ilhas Barlavento, de Santa Lúcia ao sul de Tobago, excluindo São Vicente e Granadinas. Todos os avisos nas Antilhas de Barlavento permaneceram em vigor até às 1000 UTC de 22 de setembro. Logo após a redução dos avisos nas Ilhas Sotaventp foram emitidos avisos de tempestade para as ilhas ABC e a Península de Paraguaná da Venezuela às 02:00 UTC de 23 de setembro. Depois que Janet passou ao norte das ilhas, todos os avisos de tempestade foram levantados na manhã de 25 de setembro. Mais tarde, o Bureau do Meteorologia alertou os interesses na Jamaica, mas não emitiu nenhum aviso relacionado a furacões para a ilha.

### Península de Iucatã e México
O Bureau de Meteorologia começou a emitir alertas para áreas da América Central às 16:00 UTC em 26 de setembro, aconselhando as pessoas nas áreas do nordeste da Nicarágua e Honduras a tomarem medidas de precaução, juntamente com todos os navios e embarcações pequenas no Golfo de Honduras ao sul de Cabo Gracias a Dios. Depois que Janet começou a acelerar em direção ao oeste-noroeste, emitiram alertas para áreas nas Honduras Britânicas e em Quintana Roo de impactos relacionados a furacões. Embora não tenham sido emitidos avisos oficiais para áreas da América Central, os avisos publicados pelo Bureau de Meteorologia alertaram para os interesses no caminho do furacão até à chegada a terra. As evacuações ocorreram em várias cidades costeiras de Quintana Roo, após a notificação da tempestade que se aproximava. As pessoas foram evacuadas para abrigos nas encostas do interior.  Depois que o furacão atravessou a península de Iucatã e entrou na Baía de Campeche, o Bureau Meteorológico alertou áreas no caminho da tempestade no lado oeste da costa do Golfo do México. Na época, esperava-se que Janet chegasse a terra firme entre Veracruz e Tuxpan. As áreas foram alertadas sobre possíveis inundações e impactos costeiros da tempestade. O Weather Bureau aconselhou todas as pequenas embarcações ao sul de Port O'Connor, Texas, a permanecerem no porto. As notificações de Janet às áreas potencialmente afetadas foram interrompidas depois que o furacão atingiu a terra firme.

## Impacto
| Região                                                            | Total mortos   | Danos (USD)  | Fonte(s)     |
| ----------------------------------------------------------------- | -------------- | ------------ | ------------ |
| Barbados                                                          | 38             | 5 000 000 $  | [ 3 ] [ 10 ] |
| Honduras Britânicas                                               | 16             | 5 000 000 $  | [ 3 ] [ 11 ] |
| Ilhas Granadinas                                                  | 122            | 3 800 000 $  | [ 3 ]        |
| Caçadores de furacões                                             | 11             | N/A          | [ 3 ]        |
| Quintana Roo                                                      | 500            | 40 000 000 $ | [ 3 ] [ 11 ] |
| Sonora                                                            | 0              | 12 000 000 $ | [ 3 ]        |
| Tamaulipas                                                        | 326            | Desconhecido | [ 12 ]       |
| Tobago                                                            | 10             | Desconhecido | [ 13 ]       |
| Veracruz                                                          | Desconhecido   | Desconhecido | [ 3 ]        |
| Totals:                                                           | 1 023 bilhões+ | 65 800 000 $ |              |
| Por causa de fontes em diferendo, os totais podem não ser iguais. |                |              |              |

Durante a sua existência, áreas das Pequenas Antilhas, ilhas ABC e América Central foram afetadas por Janet.  Pelo menos US $ 65,8 milhões em danos e 1.023 mortes foram causadas pelo furacão, principalmente em Quintana Roo.  O grande número de mortes e danos causados por Janet ajudou a tornar a temporada de furacões no Atlântico de 1955 a mais mortífera e custosa temporada de furacões documentada desde que o registo abrangente dessas estatísticas começou em 1942.

### Pequenas Antilhas
Como um furacão pequeno, mas que se intensificou rapidamente, Janet passou ao sul de Barbados em 22 de setembro, tornando-se o primeiro furacão a atingir a ilha em 57 anos, desde o furacão de 1898 em na Ilhas de Barlavento. O número máximo de ventos sustentados no lado sul da ilha foi estimado entre 180-190 km/h. Os fortes ventos derrubaram as linhas de comunicação, impedindo as autoridades de enumerar com precisão as vítimas na ilha,  embora as comunicações ainda fossem mantidas por empresas comerciais a cabo e rádio amador. A energia elétrica foi restaurada mais tarde, permitindo que os jornais publicassem informações sobre a tempestade. A cana-de-açúcar, principal fonte de receita do país, foi severamente danificada, com perdas estimadas em mais de US $ 1 milhão. Moradias mal construídas foram destruídas pelos ventos fortes.  Estima-se que 8 100 casas foram danificadas pelo furacão. Os edifícios e as árvores destruídos bloquearam estradas, e o aeroporto de Seawell foi forçado a fechar. Chuvas fortes atingiram o máximo de 100 mm (4 in) e uma maré de tempestade de 2.1 m (7 ft) que varreu casas baixas ao longo da costa. Estima-se que 2.000 pessoas ficaram desabrigadas devido ao furacão.  O dano à propriedade em Barbados foi estimado em US $ 5 milhões e pelo menos 57 pessoas foram mortas.
Em 23 de setembro, Janet passou diretamente entre Granada e Carriacou, nas Granadinas, matando 122 pessoas na cadeia da ilha. Um aeroporto em Granada estava coberto de escombros espalhados pelos fortes ventos. Oito pessoas foram mortas em uma pequena cidade adjacente ao aeroporto. Também foi relatado que ventos fortes destruíram docas e armazéns e abriram um hotel em St. George's, Granada. As casas também estavam sem telhado e as varandas dos escritórios do governo em St. George's foram arrancadas. Todas as pontes nas regiões interiores da ilha desabaram, e as culturas de especiarias sofreram danos pesados.  Estima-se que 75% das plantações de noz-moscada foram destruídas  juntamente com quase todas as culturas de banana e cacau da ilha. Três navios também foram encalhados no porto local. Em The Carenage, a região ribeirinha de St. George, detritos foram dispersos e uma seção de 250 m (820 ft) cais desabou. São Vicente foi destruída principalmente e Santa Lúcia sofreu danos significativos no litoral. Mais de US $ 2,8 milhões em danos foram estimados nas Granadinas.  Mais ao sul, em Port of Spain, uma igreja usada como abrigo contra tempestades desabou, matando dez pessoas.
O furacão Janet contornou as ilhas do ABC com ventos fortes ao passar para o norte de 24 a 25 de setembro. Em Aruba, as rajadas atingiram 80 km/h (50 mph), arrancando árvores. No entanto, os danos fora das árvores foram principalmente insignificantes. Em Bonaire, os cais foram destruídos e a avenida costeira da ilha foi danificada. As instalações de praia em Piscadera e Vaersen Bays, em Curaçau, sofreram danos consideráveis. Os cais ao longo da entrada do porto também foram danificados.

#### Snowcloud Five(Nuvem de Neve Cinco)
Em 26 de setembro, o caçador de furacões P2V-3W Neptune Snowcloud Five, liderado pelo tenente comandante da Marinha dos EUA, Grover B. Windham, foi enviado da Baía de Guantánamo para investigar Janet, que na época era um furacão de categoria 4 ao sul da Jamaica. Após a penetração da parede do furacão a uma altitude de 210 m (700 ft), uma transmissão final foi recebida do voo de reconhecimento antes de, presumivelmente, ter caído no mar do Caribe.  Todas as 11 pessoas a bordo, incluindo nove tripulantes e dois jornalistas, faleceram. Após a perda do avião, uma extensa operação de busca e salvamento ocorreu em uma grande área do Mar do Caribe, com 3.000 funcionários envolvidos na busca, mas sem resultados.  A causa exata do acidente permanece desconhecida, embora se especule que o altímetro do avião tenha feito uma leitura incorreta devido à baixa pressão barométrica ao redor.  Embora quatro voos de reconhecimento de furacões tenham sido perdidos desde o início das operações em 1943, o Snowcloud Five continua sendo a única perda conhecida de uma aeronave de reconhecimento como resultado de um furacão na bacia do Atlântico, com os outros três ocorrendo como resultado de tufões no Pacífico.

### Península de Iucatã

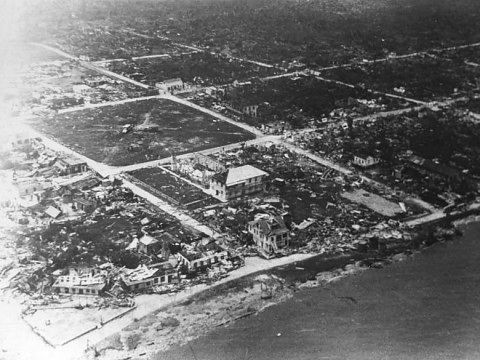
Danos na cidade de Corozal

Quando em 27 de setembro se aproximou da Península de Iucatã, Janet passou pelas ilhas Swan, ao norte das Honduras, como um furacão de categoria 5. O furacão causou mar agitado e ventos fortes arrancaram árvores e antenas. Após que as rajadas excederem cerca de 160 km/h (100 mph), oficiais das ilhas se abrigaram em um edifício sismográfico da Marinha. Embora nenhuma morte tenha sido relatada, Janet destruiu quase todos os edifícios nas ilhas. O Departamento de Meteorologia dos EUA e a Autoridade Aeronáutica Civil solicitaram comida e suprimentos para 82 pessoas na ilha depois que a tempestade passou.
Depois de passar pelas Ilhas Swan, Janet chegou à Península de Iucatã entre Corozal, Honduras Britânicas e Chetumal, México, às 1700 UTC de 28 de setembro. Na época, tinha ventos de 282 km/h (175 mph). Os ventos com força de furacão foram relatados por duas horas antes da queda do furacão, com numerosas leituras de pressão abaixo de 948 mbar (28.0 inHg).  Estradas e plantações na península sofreram grandes danos devido a Janet. Em Xcalak, Quintana Roo, os fortes ventos de Janet achataram a infraestrutura do porto, e apenas uma casa permaneceu intacta após a passagem da tempestade. 97 pessoas foram mortas em Xcalak, constituindo mais de um terço da população do porto. Chetumal, no México, foi devastada, restando apenas quatro edifícios. O aumento da maré de tempestade levou a água a uma profundidade de 2.0 m (6.5 ft), 490 m (1,600 ft) para interior, apesar da península proteger a cidade do mar aberto. O número de mortos em Chetumal permanece incerto; 120 corpos foram recuperados na cidade, mas não se sabe quantos já foram encontrados.  Outras 10.000 pessoas na cidade ficaram desalojadas após o furacão e foram forçadas a dormir ao ar livre durante a noite. As agências federais de socorro que anteriormente prestavam serviços às áreas afetadas pelos furacões Gladys e Hilda no início do ano, nas áreas ocidentais da costa do Golfo do México, receberam ordens de estender as operações de socorro à península de Iucatã. Em Quintana Roo, estima-se que o furacão Janet tenha causado US $ 40 milhões em danos e pelo menos 500 mortes, a maior parte de qualquer região afetada por Janet.

#### Honduras Britânicas
Ao chegar perto da fronteira entre o México e as Honduras Britânicas, os distritos de Corozal e Orange Walk da última colônia, com uma população de 15.500 habitantes na época, sofreram uma devastação severa por parte de Janet. Ventos fortes de furacão derrubaram e danificaram inúmeras árvores nas Honduras Britânicas, particularmente na Reserva Florestal de Freshwater Creek. Lá, estima-se que 30% de todas as árvores foram danificadas, principalmente as de mogno e sapodilhla. O furacão Janet também causou danos extensos às plantações, com danos estimados em US $ 2.631 milhões. Árvores frutíferas, milho e cana-de-açúcar sofreram mais danos. Esperava-se que a cana-de-açúcar tivesse uma redução de 20% no rendimento devido aos danos sofridos após a tempestade. As culturas de abacaxi e o gado sofreram perdas menos significativas. Em menor grau, o furacão também afetou o distrito de Belize e vários dos keys offshore das Honduras britânicas. Semelhante aos distritos de Corozal e Orange Walk, milho, árvores e coco sofreram os danos mais graves de qualquer cultura.
Na cidade de Corozal, Honduras Britânicas, ao sul de onde Janet assolou, 500 pessoas ficaram desabrigadas e seis pessoas foram mortas.  Cerca de 90% de todos os edifícios da cidade foram destruídos e as comunicações foram derrubadas pelos fortes ventos. Com base em um custo médio de residência de US $ 2.000, estimou-se que os danos materiais às residências em Corozal Town totalizassem US $ 800.000. Grande parte de Santa Elena, Honduras britânicas, também foi achatada pelos fortes ventos. Mais ao sul, na cidade de Belize, os ventos atingiam 97 km/h (60 mph), embora nenhum dano tenha sido relatado. Nas Honduras britânicas, os efeitos do furacão foram menos mortais do que em Quintana Roo, mas em partes do norte da colônia a tempestade matou 16 pessoas e causou US $ 5 milhões em danos.

### México continental

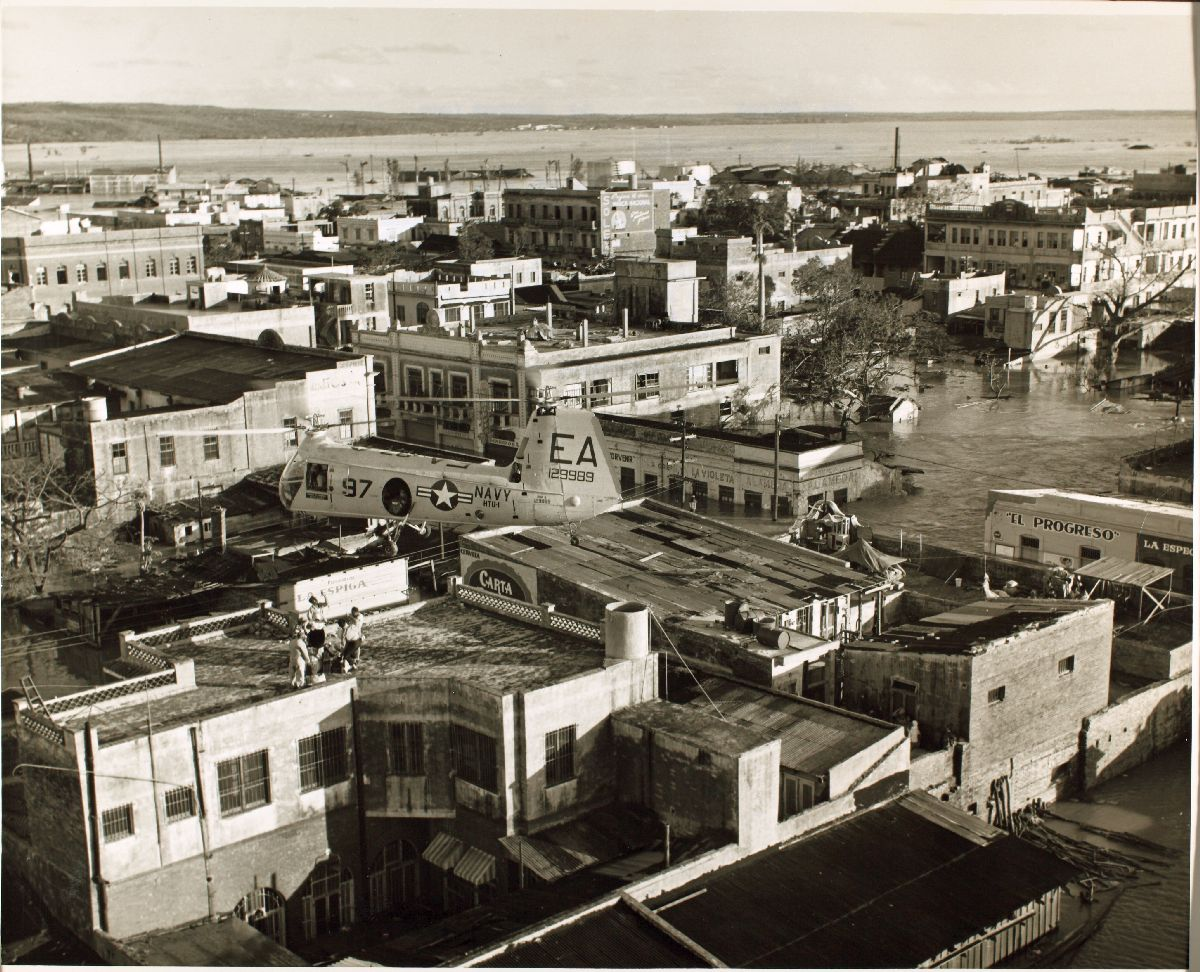
Helicóptero observando danos causados pelas inundações em Tampico

Enquanto estava na Baía de Campeche, o barco de camarão Celestino Arias foi ao fundo com as ondas fortes geradas por Janet após sofrer falhas no motor. O navio encalhado foi fortemente danificado pelos ventos fortes do furacão na baía, que romperam os cabos de reboque. Todos os tripulantes do navio, que haviam evacuado o barco após afundar, foram resgatados e levados de volta a Tampa, na Flórida. Ao longo da costa, as marés foram relatadas em 0,91-1,22 m acima da média. Mais ao norte, ao longo da costa do Texas, as marés foram de 61 cm (2 ft) acima da média, bloqueando as estradas da praia perto de Corpus Christi.
Janet atingiu o seu destino final no estado mexicano de Veracruz entre as cidades de Nautla e Veracruz como um furacão de categoria 2 às 2200 UTC de 29 de setembro. Em Nautla, as comunicações foram cortadas pelos fortes ventos do furacão. Os ventos fortes também causaram a queda de um avião de prestação de socorro, causando cinco mortes. As fortes chuvas na área de Tampico, Tamaulipas aumentaram as inundações causadas pelos furacões Gladys e Hilda no início do ano. A inundação resultante foi relatada pelo escritório do Weather Bureau em Nova Orleans como um dos piores desastres naturais da história do México. Em Tampico, 41 cm (16 in) de chuva. As inundações contribuíram para uma febre tifóide localizada e um surto de disenteria, fazendo com que mais de 1.000 pessoas fossem evacuadas para fora da cidade para evitar a propagação adicional das doenças. Outras 36.000 pessoas estavam sendo atendidas em centros de concentração.  Embora localizadas ao sul de onde Janet chegou ao solo, as áreas de Veracruz foram inundadas por fortes tempestades, incluindo as principais ruas e portos da cidade.  As operações ao longo de uma ferrovia que se estende de Laredo, Texas à Cidade do México, foram interrompidas, após a reabertura devido ao furacão Hilda.
Mais para o interior, quando Janet se dissipou sobre a região montanhosa do México central, a tempestade fez chuvas torrenciais nas bacias dos rios Tamesi e Pánuco.  Os níveis de água no rio Panuco permaneceram acima do estágio de inundação por quatro semanas. Em Tampico, o rio inundou os bairros, forçando cabos a serem esticados ao longo das estradas para impedir que as pessoas fossem arrastadas. Pequenas embarcações também foram enviadas para monitorar as ruas. Segundo algumas fontes, 800 pessoas morreram devido às enchentes, com milhares de outras na cidade. Tamazunchale foi inundada por um rio transbordando de Moctezuma. As chuvas causaram um deslizamento de terra em Colonia San Rafael, matando 12 pessoas. As fortes chuvas também afetaram Guadalajara, que anteriormente não havia sido afetada por nenhum ciclone tropical no início do ano. Em Maltarana, Jalisco, os rios Lerma e Duero transbordaram, forçando 800 pessoas na cidade a evacuar.  Mais ao norte, em Sonora, as culturas de algodão danificadas por Janet foram estimadas em US $ 12 milhões em danos. Estima-se que os danos combinados à propriedade no México causados pelos furacões Gladys, Hilda e Janet totalizem US $ 200 milhões, quase metade do orçamento nacional de 1955 do governo. Embora não houvesse estimativas oficiais de danos ou fatalidade, pelo menos 1.000 pessoas ficaram feridas e outras 100.000 ficaram desabrigadas no continente mexicano devido a Janet.

## Rescaldo

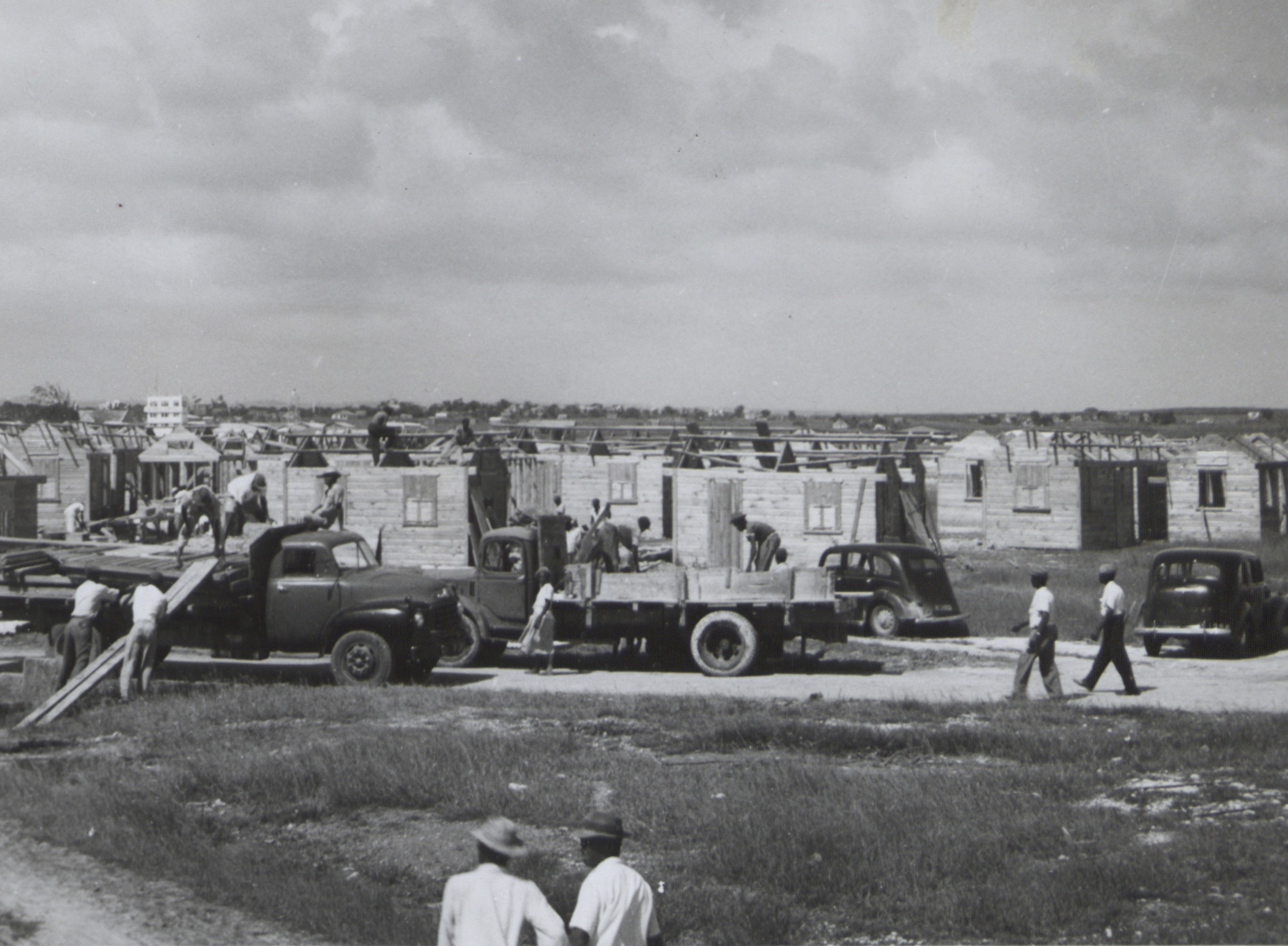
Bairro sendo reconstruído em Barbados

Depois que Janet passou por Barbados, a ilha foi declarada em estado de emergência. Os trabalhadores humanitários em Barbados ajudaram a limpar os detritos espalhados pelos fortes ventos nas estradas, e o governo local fez pedidos de alimentos e materiais de construção. Os extensos danos causados por Janet na ilha a famílias de baixa renda levaram à aprovação da Lei da Habitação de 1955, que criou a Autoridade Nacional da Habitação (NHA) em 1956. A NHA foi responsável pela aquisição de terrenos em que as casas pudessem ser construídas com materiais mais fortes e permanentes, o que foi pensado para minimizar os custos de manutenção e os danos relacionados aos furacões. A organização recém-criada rapidamente trabalhou para reconstruir casas após o furacão.

### Honduras Britânicas e México
Medidas de alívio e reconstrução foram promulgadas nas Honduras britânicas a partir de 30 de setembro. Um programa de reconstrução em larga escala foi iniciado pelo governo para ajudar a reconstruir 48 aldeias. O governo também declarou estado de emergência para os distritos administrativos de Corozal, Orange Walk e Belize, incluindo a proibição de venda de bebidas alcoólicas. Linhas de comunicação temporárias foram reconstruídas, o que inicialmente permitia apenas comunicações oficiais com as áreas afetadas. Devido à gravidade dos danos em Corozal, uma pista de aviação foi construída para ajudar a prestar socorro à cidade com mais eficiência. Os depósitos de alimentos em Corozal, Louisville e Orange Walk Town receberam a tarefa de distribuir alimentos. O potencial de disseminação de doenças após a devastação causada por Janet forçou uma ampla iniciativa de Vacinação contra a febre tifóide nas áreas afetadas.  O governo jamaicano enviou £ 20.000 (US $ 55.000) para a colônia em fundos de assistência enquanto o governo britânico enviou £ 40.000 (US $ 110.000) para áreas afetadas nas Honduras Britânicas e outras ilhas afetadas no Caribe. Os Estados Unidos enviaram o cargueiro militar USS Antares, que forneceu à colônia vários materiais de ajuda.  Na cidade de Corozal, foi concedido um subsídio de US $ 3,5 milhões ao agrimensor HC Fairweather para planear e reconstruir o município.
Um avião de socorro da Marinha dos EUA foi enviado para Chetumal, no México, para entregar comida e outros suprimentos depois que Janet atingiu a região. Nas áreas anteriormente afetadas pelos furacões Gladys e Hilda no início do ano, as agências federais de assistência foram ordenadas a estender as operações de socorro à península de Iucatã. No entanto, depois de atravessar a baía de Campeche e chegar a Veracruz, medidas de alívio foram novamente implementadas na costa oeste do Golfo do México. A Força Aérea do México, aviões comerciais e privados e helicópteros foram enviados para trazer mantimentos de ajuda a refugiados de transporte aéreo. Na época os Estados Unidos iniciaram a maior campanha de ajuda já realizada no México. Várias agências governamentais e de ajuda, incluindo a Cruz Vermelha Americana e o Exército de Salvação, participaram dos esforços de ajuda. A Força Aérea dos Estados Unidos e o Exército dos Estados Unidos iniciaram uma operação de alívio conjunto para enviar mantimentos à área de Tampico, começando com o envio de um Curtiss C-46 da Base da Força Aérea de Harlingen em 1 de outubro. Dez outras aeronaves de transporte militar dos EUA foram enviadas do Texas para fornecer mantimentos. A Pan American World Airways enviou um Boeing 314 Clipper de Miami, Flórida, para evacuar as vítimas. Helicópteros foram enviados do USS Saipan para transferir alimentos e mantimentos médicos do porta-aviões. Outros navios também ajudaram na entrega de mantimentos, incluindo o USS Siboney, que também enviou helicópteros para ajudar nos esforços de ajuda. Em 6 de outubro, estima-se que 1.500 pessoas tenham sido resgatadas da área de Tampico, e pelo menos 130 t (280,000 lb) em termos de alimentos e roupas tenham sido entregues pela Forças Armadas à cidade.  Lá, doses de soro de febre tifóide foram administradas como medida de precaução. O ex-presidente Manuel Ávila Camacho morreu de uma doença cardíaca, em parte devido ao excesso de esforço na coordenação dos esforços de ajuda.
Devido à sua grande quantidade de destruição, o nome Janet foi aposentado pelo Weather Bureau, tornando-se apenas o sétimo ciclone tropical do Atlântico a ter o seu nome retirado e o quarto a ser aposentado em 1955.